# Märkische Heide
Märkische Heide település Németországban, azon belül Brandenburgban. Lakosainak száma 3897 fő (2023. december 31.). Märkische Heide Schwielochsee és Spreewaldheide községekkel határos.

## Népesség
A település népességének változása:
| Lakosok száma | 4067 | 3880 | 3893 | 3915 | 3918 | 3897 |
|               | 2014 | 2017 | 2019 | 2021 | 2022 | 2023 |